# O Eternauta
O Eternauta (El Eternauta, em espanhol) é uma história em quadrinhos de ficção científica escrita pelo autor argentino Héctor Germán Oesterheld com arte de Francisco Solano López. Foi publicada pela primeira vez na revista Hora Cero Semanal, entre 1957 e 1959.
Oesterheld publicou um remake da história em 1969, com arte de Alberto Breccia e uma sequência em 1976, com Solano López. Ambas apresentavam um tom mais político, reflexo da situação política na Argentina com o golpe militar. Nessa época, Oesterheld juntou-se ao grupo guerrilheiro Montoneros e desapareceu em 1977, quando finalizava o roteiro da sequência do Eternauta.
Com a volta da democracia à Argentina, em 1983, histórias com o Eternauta foram publicadas por outros autores.
No início de 2020, a plataforma de streaming Netflix anunciou a adaptação de El Eternaut para uma série internacional.

## Sinopse
A história começa com a visita de um homem vindo do futuro à casa de um quadrinista (alter ego do próprio Oesterheld). Este homem, Juan Salvo, narra a história dos estranhos eventos pelos quais passou.
Uma nevasca mortífera cai sobre Buenos Aires e região metropolitana, eliminando toda a vida em poucas horas. Juan Salvo, junto com alguns amigos (Favalli, Lucas e Polski) com os quais estava jogando truco, sua esposa e sua filha ficam a salvo, graças à proteção da casa de Salvo e à engenhosidade de Favalli. Eles se organizam para sobreviver ao fenômeno, confeccionando roupas especiais para poderem sair de casa e coletar provisões. Em uma destas viagens, encontram Pablo, um garoto de doze anos, e percebem que os sobreviventes desesperados podem ser uma ameaça tão grande quanto a própria neve.
Dias depois do início da nevasca, eles descobrem que o fenômeno foi provocado por uma invasão alienígena à Terra. São recrutados por uma força de resistência para combater os invasores. Durante este tempo, Salvo conhece e faz amizade com alguns de seus companheiros ,como Franco, torneiro mecânico, e Mosca, jornalista. Enquanto os insurgentes marcham em direção a capital do país, eles lutam em diversas ocasiões contra  insetos gigantes (cascarudos, "besouros"); uma espécie humanóide com muito mais dedos do que os seres humanos, especialmente em suas mãos direitas (Manos, "Mãos");  feras gigantes capazes de derrubar prédios ("Gurbos"), e outros homens que foram capturados e alterados (hombres-robot, "homens-robô"). Todos estes seres são peões, controlados remotamente através de implantes ou dispositivos de medo pelos verdadeiros invasores, los Ellos  ("Eles"), criaturas sobrenaturais que permanecem ocultas, controlando tudo à distância.
Depois de conseguir algumas vitórias, as forças de resistência são emboscadas e reduzidas a alguns homens. Juan Salvo decide voltar para sua esposa e filha a se esconder com eles. Um míssil intercontinental passando convence Favalli e Franco que uma guerra global maior está começando, e que eles não podem voltar de mãos vazias. Salvo relutantemente concorda em se juntar a eles. Depois que o trio ataca o QG dos alienígenas em Buenos Aires, derrubando o "campo anti-armas nucleares", eles fogem. Buenos Aires é arrasada por uma ogiva nuclear.
Aos poucos, os alienígenas atraem os bolsões de sobreviventes em todo o país para "zonas livres de neve" como parte de um ardil elaborado. O grupo de Salvo se divide, e ele tenta fugir com a mulher e a filha utilizando uma das naves alienígenas. Ele acidentalmente desencadeia um dispositivo de viagem no tempo na nave. Como resultado, os três se perdem em dimensões de tempo separadas, conhecidos como "contínuos". Juan Salvo começa a viajar no tempo em busca deles, sendo chamado de Eternauta, um viajante da eternidade.

## Análise
O traço mais destacado da obra por quadrinistas e jornalistas especializados é a amplitude de informações sutis, referências veladas e outras interpretações que poderiam ser feitas dela. O próprio Oesterheld, por exemplo, indica que em O Eternauta o protagonismo é sempre de um grupo de pessoas, às vezes menor, às vezes maior, formando assim um "herói coletivo" ou "herói em grupo", o qual valorizava mais que um herói individual. 
O comentário mais frequente assinala nos invasores e em seus métodos referências veladas aos golpes de estado em que vivia o país. Neste sentido, vale assinalar que as três versões escritas por Oesterheld (a primeira, o remake de Breccia e a segunda) coincidiram com os governos de Pedro Eugenio Aramburu, Juan Carlos Onganía  e do Processo de Reorganização Nacional respectivamente.
Também foi observado que, excetuando-se " los Ellos"- que são mencionados mas não aparecem em nenhum momento- nenhum dos invasores é realmente mau; são seres forçados a cumprirem ordens de outros. Críticos veem nisso um ataque de Oesterheld à guerra, ou uma alegoria à luta de classes.

## Adaptações para outras mídias

### Televisão
Em 1968, a produtora de anúncios Gil & Bertolini adquiriu os direitos de The Eternaut para fazer uma série animada de televisão, a ser apresentada na Primeira Bienal Mundial de Quadrinhos. Cada episódio seria introduzido pelo próprio Oesterheld, e a animação seria rotoscopiada, uma técnica muito cara na época. O projeto foi cancelado após a produção de um piloto de 24 minutos.
Em fevereiro de 2020, foi anunciado que a plataforma de streaming Netflix transformaria El Eternauta em uma série distribuída internacionalmente, estrelada por Ricardo Darín como Juan Salvo. A direção é de Bruno Stagnaro, roteirista e diretor de filmes como Pizza, birra, faso e séries como Okupas e Un gallo para Esculapio, com a participação do cineasta e neto do autor do romance, Martín Oesterheld, como consultor. A produção é da KyS Films, que no cinema produziu Relatos salvajes, El clan y El ángel.

### Filmes
Durante muito tempo foi considerada a possibilidade de fazer um filme sobre El Eternauta, sendo Adolfo Aristarain, Fernando Solanas ou Gustavo Mosquera considerados possíveis realizadores interessados (que, em vez disso, se concentraram num filme sobre a vida de Oesterheld), mas excessivo os custos não permitiram a realização do projeto.
Uma produtora italiana trabalhou, sob supervisão de Elsa Oesterheld e seus netos, em um filme sobre a personagem. A história se passaria em Buenos Aires e a possibilidade de uma coprodução estava sendo negociada com o INCAA.
Em maio de 2008, a cineasta  Lucrecia Martel confirmou que havia aceitado a oferta para dirigir o filme El Eternauta e que estava trabalhando no roteiro, mas em novembro de 2009 anunciou sua saída do projeto devido a conflitos com a família Oesterheld. Havia expectativas de que, resolvidos os problemas, o filme fosse lançado em 2011, embora isso não tenha acontecido.
O Eternauta aparece no curta Nieves del Tiempo (2010), de Enrique Piñeyro, um dos Curtas Institucionais do 12º festival de cinema BAFICI.
Em 2011 foi lançado o documentário espanhol La mujer del Eternauta, dirigido por Adán Aliaga, com a participação de Elsa Oesterheld.
Em maio de 2008 uma adaptação do Eternauta para o cinema foi cogitada, dirigida por A diretora acabou desistindo do projeto no ano seguinte.

### Animação
No dia 4 de setembro de 2017, no 60º aniversário da publicação original, artistas independentes da Argentina publicam 60 segundos de oscuridad, adaptação de um fragmento da obra, interpretado a partir da linguagem da animação.

### Teatro
Em setembro de 2007, a peça Zona liberada estreou na Sala Beckett de Buenos Aires, inspirada en El Eternauta, liderado por membros do grupo Carne de Cañón, formado por Javier Barceló, Nahuel Cano, Laura Gonzalez Miedan, Federico Liss, Daniel Miranda e David Rubinstein. A obra teve autorização para sua produção teatral concedida pela Sra. Elsa Oesterheld, com o apoio de Solano López, PARCUM (Parlamento Cultural do MERCOSUL) e da Associação Avós da Praça de Maio. Foram feitas diversas excursões por todo o país

### Radio
A primeira adaptação para rádio de El Eternauta foi realizada em 1990, em San Martín de los Andes, província de Neuquén, com tecnologia da época. A adaptação para rádio foi feita por Gustavo Arias e "Pacho" Apóstolo. Pode ser ouvida no canal Universo Eternauta no YouTube, onde há diversas versões de adaptações da história em quadrinhos original. Os áudios de 1990 foram carregados no canal por capítulos.
No início de 2010, a Rádio Provincia de La Plata exibiu o programa El Eternauta: Vestigios del Futuro, uma adaptação de El Eternauta para o formato radio -drama, que foi desenvolvido em 22 capítulos adaptados e dirigidos por Martín Martinic Magan, e produzido pela estação de rádio.
Nesta adaptação, a ação foi transferida para La Plata (onde Oesterheld desapareceu) em 2012, e os nomes e gênero de alguns personagens foram alterados. Os Gurbos são referidos como Baumes, em referência ao Comissário Baume, responsável pelo desaparecimento de Oersterheld.
Além da transmissão radiofônica, foram realizadas duas escutas coletivas da radionovela: uma quando o projeto foi lançado e outra quando ele foi concluído. Esta última parte foi enriquecida com uma entrevista aberta com Francisco Solano López e Juan Sasturain.
O programa recebeu os prêmios “Construyendo Ciudadanía en Radio y TV” (AFSCA) e “Martín Fierro Federal 2010” (APTRA) na categoria “Rádio: Interesse Geral”. Além disso, fragmentos desta peça radiofônica foram utilizados pela produtora espanhola Frida para a realização do documentário La mujer del Eternauta, sobre a vida e a luta de Elsa Oesterheld.